# Tschinach
Der Tschinach war ein Gewichtsmaß in Karabach. Kennzeichnend für dieses Maß sind verschiedene und noch in vielen Orten recht unterschiedliche Tschinach. Zur besseren Orientierung sind hier Indexe angefügt. Das Maß wurde mit dem russischen Pfund (Funta = 0,40917 Kilogramm) oder dem Solotnik (= 2,265 Gramm) verglichen.
- 1 Tschinach1 = 2 ½ Tschinach2  oder 2 Tschinach1 = 5 Tschinach2
- 1 Tschinach1 = 2 2/3 Tschinach3
- 26 Tschinach2 = 27 Tschinach3

- Beispiel Stadt Schuscha und Region Disach und Waranda

|                | Weizen | Weizen   | Gerste | Gerste   | Hirse | Hirse    | Reis  | Reis     |
| -------------- | ------ | -------- | ------ | -------- | ----- | -------- | ----- | -------- |
|                | Funta  | Solotnik | Funta  | Solotnik | Funta | Solotnik | Funta | Solotnik |
| 1 Tschinach1   | 31     | -        | 25     | -        | 27    | -        | 23    | -        |
| 1 Tschinach2   | 12     | 31       | 10     | -        | 11    | 24       | 9     | 19       |
| 1 Tschinach3   | 11     | 88       | 9      | 59       | 19    | 76       | 8     | 49       |
| Region Disach  | 24     | 7        | 20     | 80       | 24    | 52       | 19    | 16       |
| Region Waranda | 15     | 48       | 12     | 48       | 13    | 48       | 11    | 48       |